# Oenoptila leprosata
Oenoptila leprosata là một loài bướm đêm trong họ Geometridae.